# Parafia Świętej Rodziny w Łodzi (polskokatolicka)
Parafia Świętej Rodziny w Łodzi – parafia Kościoła Polskokatolickiego w RP, położona w dekanacie warszawsko-łódzkim diecezji warszawskiej. Msze w kościele parafialnym celebrowane są w środy w okresie letnim o godz. 17:00, a w okresie zimowym o godz. 16:00, natomiast w niedzielę o godzinie 10.00 i 11:00. W pierwszą niedziele miesiąca o godz. 17.00 celebrowana jest msza w języku angielskim.

## Historia
Prekursorem idei Kościoła Polskokatolickiego, zwanego Polskim Narodowym Kościołem Katolickim (PNKK), powstałym w Stanach Zjednoczonych w końcu XIX wieku, na terenie Łodzi był ksiądz Bolesław Jaeger, kapłan Kościoła rzymskokatolickiego, który swą działalność rozpoczął w 1927. 
Parafia św. Rodziny w Łodzi powstała w 1934. Nieprzychylne i na wskroś wrogie ustosunkowanie się dawnych władz sanacyjnych, współpracujących ściśle z klerem watykańskim, stwarzało trudności w zdobyciu jakiejkolwiek świątyni. Po długich staraniach wyznawcy założyli kaplicę parafialną w prywatnym mieszkaniu, przy ul. Radwańskiej.
Pierwszym proboszczem tutejszej parafii był ks. W. Tuszyński, następnie od 1936 parafię prowadził ks. M. Petrow, który zmarł w 1939, pozostawiając rozpoczęte dzieło swym następcom. W latach 1939–1949 proboszczem był ks. Stanisław Marczewski. W czerwcu 1949 oddano w użytkowanie parafii świątynię pobaptystyczną, mieszczącą się przy ul. Bolesława Limanowskiego 60, a  kaplica przy ul. Radwańskiej uległa likwidacji. Poświęcenia nowego kościoła dokonał bp Józef Padewski 21 sierpnia 1949 przy współudziale licznie obecnego duchowieństwa i wiernych. W następnych latach urząd proboszcza parafii sprawowali: bp Adam Jurgielewicz, ks. Heliodor Rogowski, ks. Edmund Grusse, ks. Franciszek Baranowski, ks. Józef Gonkowski, ks. Tadeusz Gotówka, ks. Józef Nowak, ks. Jan Podsiadło, ks. Teodor Elerowski. W latach 1962–2013 proboszczem parafii był ks. sen. mgr Stanisław Muchewicz – wicedziekan dekanatu warszawsko-łódzkiego, od 2013 jego obowiązki spełniał ks. mgr Antoni Strzelczyk. W marcu 2014 roku proboszczem parafii został ks. Jacek Adam Zdrojewski, który rozpoczął remont świątyni w czasie którego między innymi w ołtarzu głównym powieszono historyczny obraz M.B Nieustającej Pomocy pochodzący z nieistniejącego kościoła przy ul. Żeromskiego. W sierpniu 2014r. pod przewodnictwem ks. dziekana L. Kołodziejczyka odbyły się uroczystości związanie z 80 - leciem parafii. W niedzielę 25 października 2015r. poświęcono boczną kaplicę pw. Krzyża Świętego, która ma służyć do adoracji i nabożeństw tygodniowych w miesiącach zimowych.
W 2021 parafia skupiała około 200 wiernych.
Do końca XX wieku na terenie Łodzi swoją siedzibę miała parafia polskokatolicka pw. Matki Bożej Nieustającej Pomocy, najpierw przy ul. Stefana Żeromskiego 56, a następnie przy ul. Zachodniej 16. Pierwszy kościół tej już byłej parafii, adaptowany z domu modlitwy braci morawskich (herrnhutów), od dekady stoi opuszczony.